# Мехунка
Мехунката (Physalis alkekengi) е вид двусемеделно растение от семейство картофови (Solanaceae). Отличава се по големия оранжев до яркочервен мехур обгръщащ плодовете.

## Разпространение
Видът се среща в районите, обхващащи Южна Европа до Южна Азия и Япония.

## Описание
Това е многогодишно тревисто растение достигащо на височина до 40 – 60 см, със спираловидно разположени листа дълги около 6 – 12 см и широки – 4 – 9 см. Цветовете му са бели.